# Francisco Inácio de Carvalho Moreira

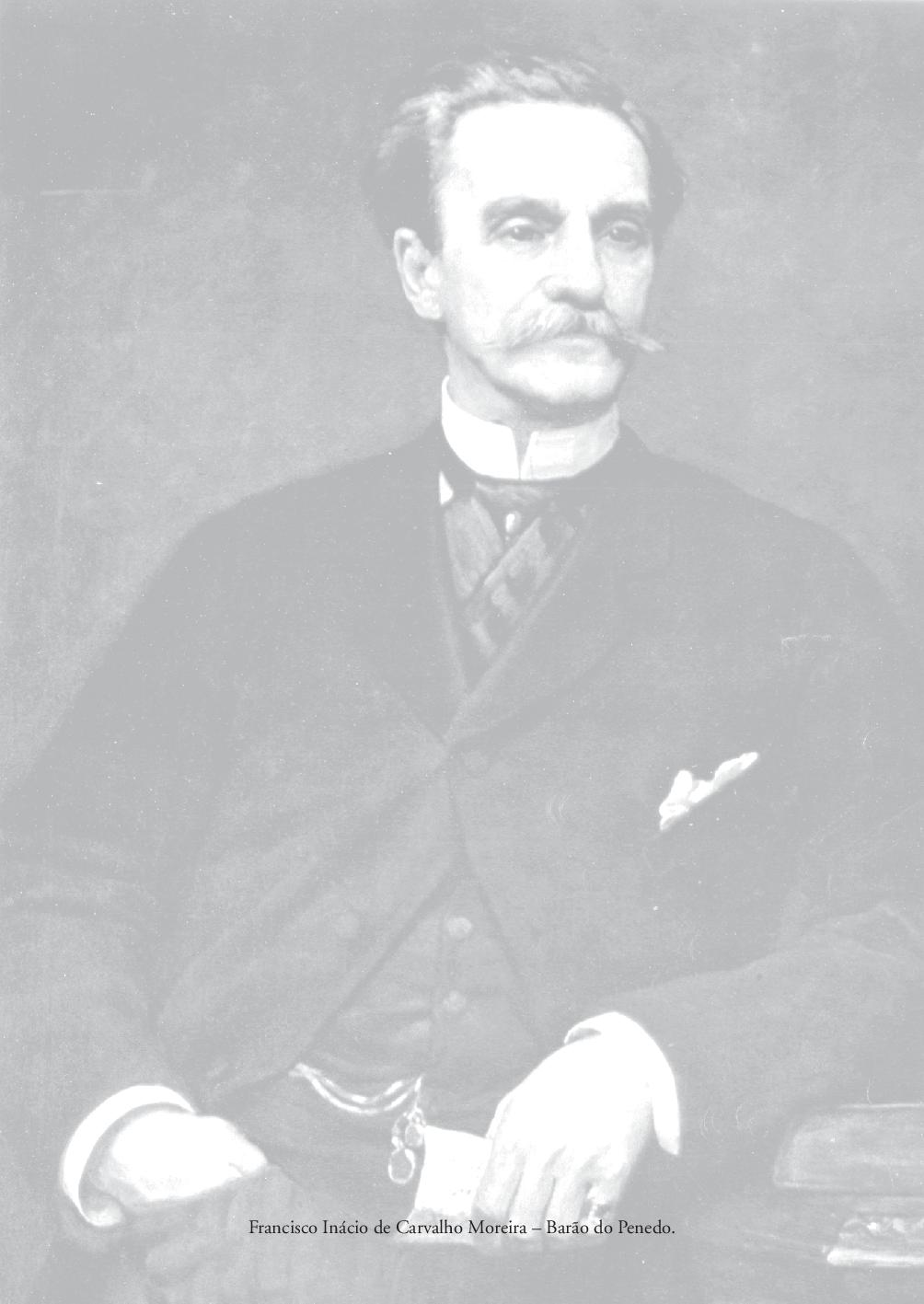
Francisco Inácio de Carvalho Moreira

Francisco Inácio de Carvalho Moreira (* 25. Dezember 1815 in Penedo, Alagoas; † 1. April 1906 in Rio de Janeiro) war ein brasilianischer Diplomat.

## Leben
Francisco Inácio de Carvalho Moreira, geboren im damaligen Kapitanat Pernambuco, war der Sohn von Maria Joaquina de Almeida e Silva und Hauptmann João Moreira de Carvalho. Er schloss 1839 das Studium der Rechtswissenschaft an der Universität von São Paulo ab und wurde später zum Doktor der Rechte an der University of Oxford promoviert. Anschließend übte er den Beruf des Rechtsanwaltes in Rio de Janeiro aus.
Von 1849 bis 1852 saß Moreira für einen Wahlkreis aus der Provinz Alagoas im Nationalkongress des damaligen Kaiserreichs Brasilien. Bereits ab dem 18. November 1851 wurde er bis zum 4. Mai 1855 als Ministre plénipotentiaire in Washington, D.C. berufen. 1864 wurde er zum Barão do Penedo geadelt.
Im Jahr 1873 wurde er auf eine Missão especial a Roma gesandt und verhandelte über die Questão religiosa mit Kardinalstaatssekretär Giacomo Antonelli. Zwischen 1855 und 1889 war er zeitweise Ambassador to the Court of St James’s und verfasste 1863 einen Bericht über die Weltausstellung London 1862. Von 1873 bis 1889 war Moreira Ministre plénipotentiaire in Paris, wo er die brasilianische Kommission zur Weltausstellung Paris 1900 leitete.
Papst Pius IX. nahm Moreira mit einem Großkreuz erster Klasse in den Gregoriusorden auf. Darüber hinaus erhielt er das Großkreuz des Ordem Militar de Cristo von Portugal.